# شبیه‌ساز پرواز

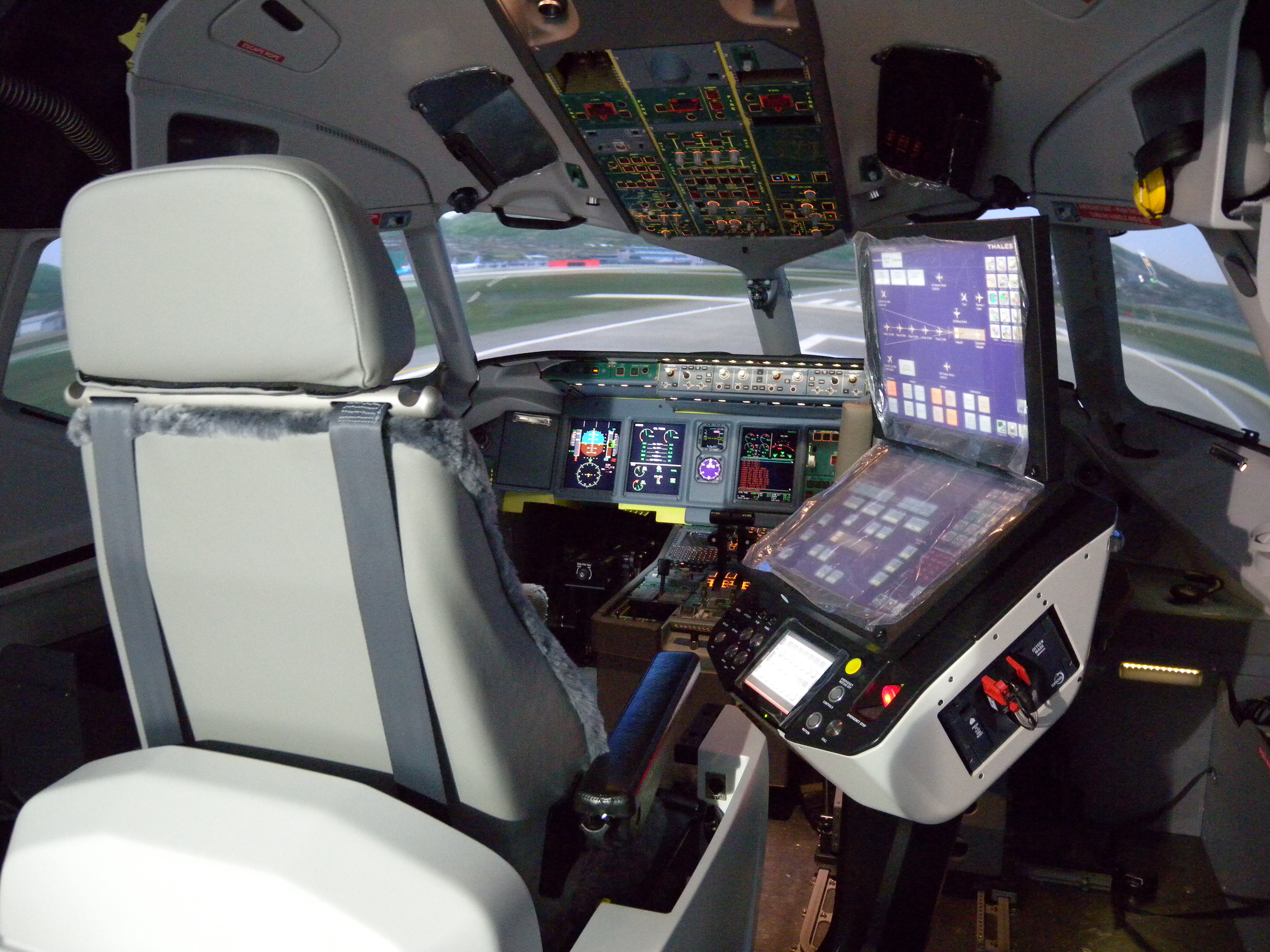
اتاقک شبیه‌سازی پرواز

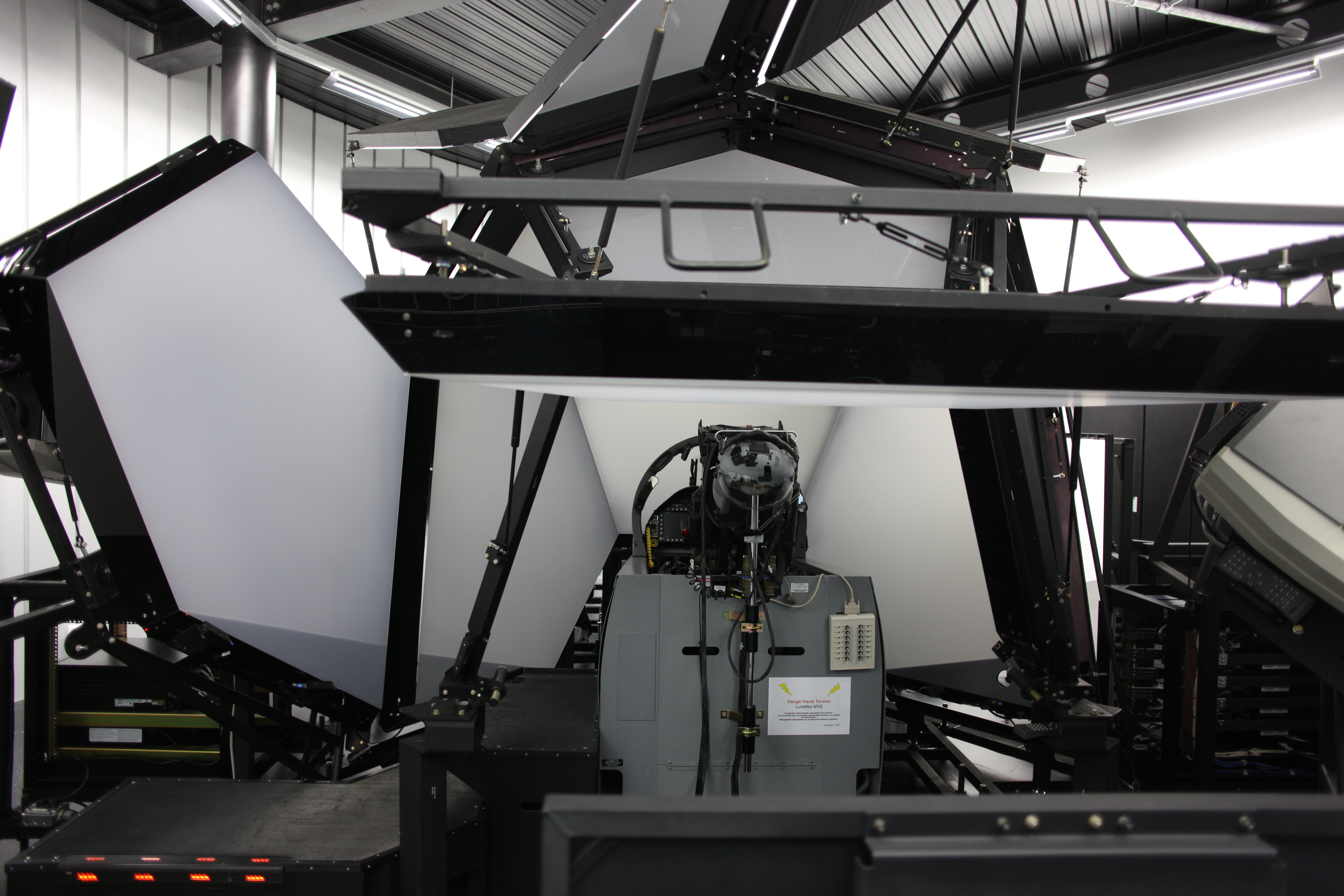

شبیه‌ساز پرواز سیستمی است که برای تقلید (یا شبیه‌سازی) رفتار هواگردها به ویژه هواپیما ساخته می‌شود. شبیه‌ساز پرواز از حد بازی‌های کامپیوتری(مانند بازی هاکس تام کلنسی) تا دستگاه‌های بزرگ و گران قیمت(مانند پلتفرم استوارت) را شامل می‌شود. شبیه‌سازهای قدیمی عمدتاً سیستم‌های مکانیکی و الکترومکانیکی بودند. با پیشرفت فناوری رایانه و کاربرد نرم‌افزار، شبیه‌سازهای امروزی توانائی تقلید تقریباً تمام جنبه‌های پرواز هواپیما را دارند.
از شبیه‌ساز پرواز برای تربیت خلبانان و نیز پژوهش استفاده می‌شود. نرم‌افزارهای شبیه‌سازی نیز برای رایانه‌های شخصی ساخته شده‌است.
شبیه‌ساز پرواز در دو نوع صنعتی و معمولی در بازارهای جهان موجود است، صنعتی همان شبیه‌سازهای پروازی می‌باشند که شرکت‌های هواپیمایی و آموزشگاه‌های خلبانی آن را تهیه می‌کنند که ظاهری مکانیکی دارند و دارای جک یا بدون جک می‌باشند که خلبانان و دانشجویان را بر روی آنان آموزش می‌دهند.
شبیه‌ساز پرواز معمولی، نرم‌افزاری است که توسط افراد عادی و عمده کاربران قابل استفاده است و کسانی‌که تمایل دارند تجهیزات اضافی مانند: یوک (فرمان هواپیما)، پدال، تراتل (دسته گاز هواپیما) و … را داشته باشند می‌توانند آن‌ها را تهیه نمایند.
در ایران نرم‌افزار شبیه‌ساز پرواز مایکروسافت بسیار پر طرفدار است.
یکی از مجموعه های بنیانگذار در ایران که مربوط به شبیه ساز پرواز میباشد ، فروشگاه خلبانی آسمان است.